# Rue Vauban (Colmar)
Pour les articles homonymes, voir Rue Vauban.
La rue Vauban est une voie de la commune française de Colmar.

## Situation et accès
Cette voie de circulation, d'une longueur de 235 m (plus deux décrochages de 40 et 80 m), se trouve dans le quartier centre.
On y accède par la Grand-Rue, les rues des Clefs, du Nord, Saint-Éloi, de la Corneille, d'Alspach, de l'Ange, de l'Ours, de Theinheim, Ruest, de l'Enceinte, des Tilleuls, la route de Neuf-Brisach et la place Jeanne-d'Arc.
Cette voie n'est pas desservie par les bus de la TRACE.

## Origine du nom
La rue doit son nom à l'ingénieur et architecte Sébastien Le Prestre de Vauban (1633 - 1707).

## Bâtiments remarquables et lieux de mémoire
Dans cette rue se trouvent des édifices remarquables[Lesquels ?].

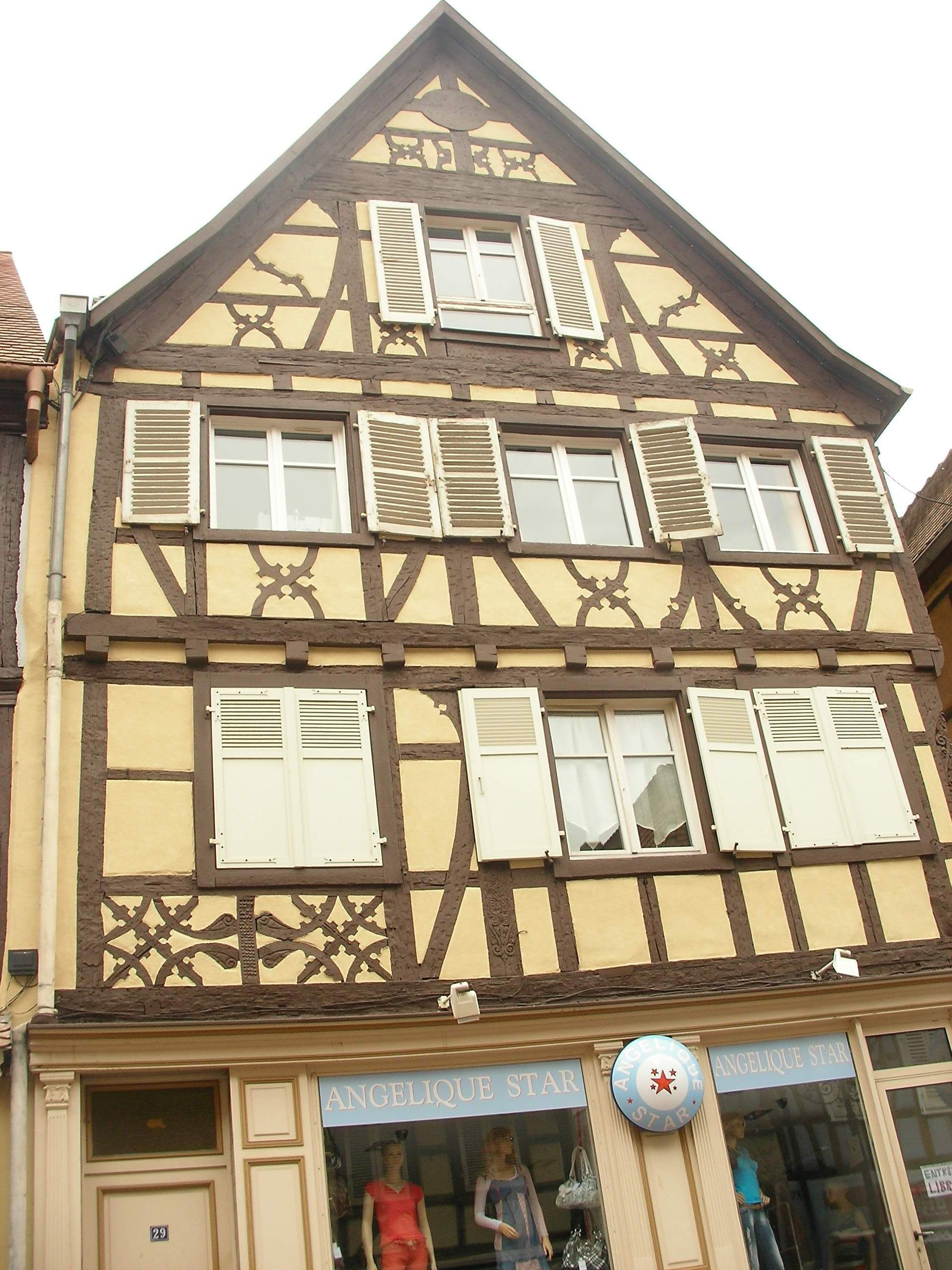
Auberge zur Kette (à la chaîne) au no 29
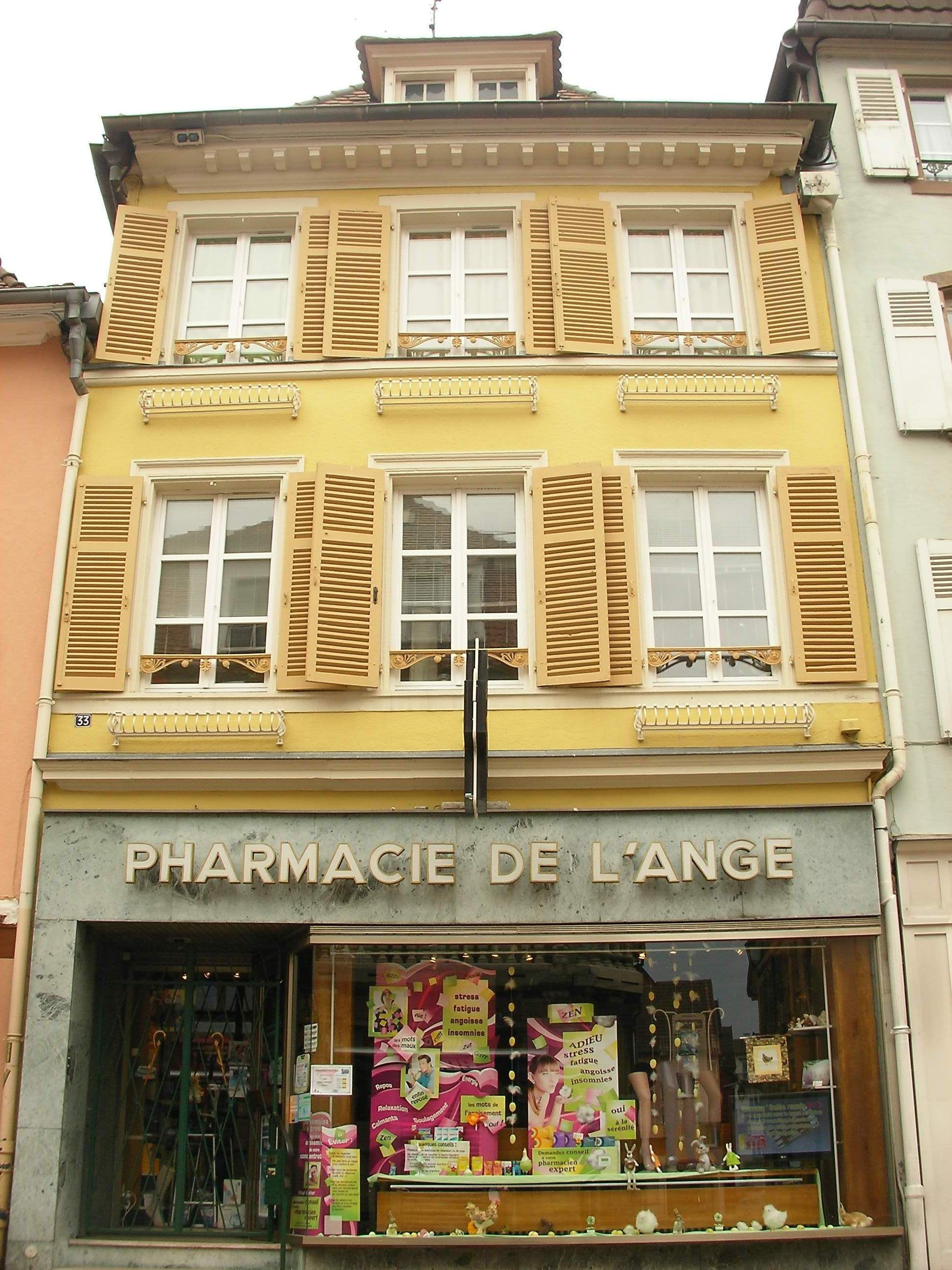
Hostellerie zum Tanz (à la danse) (1370) au no 33
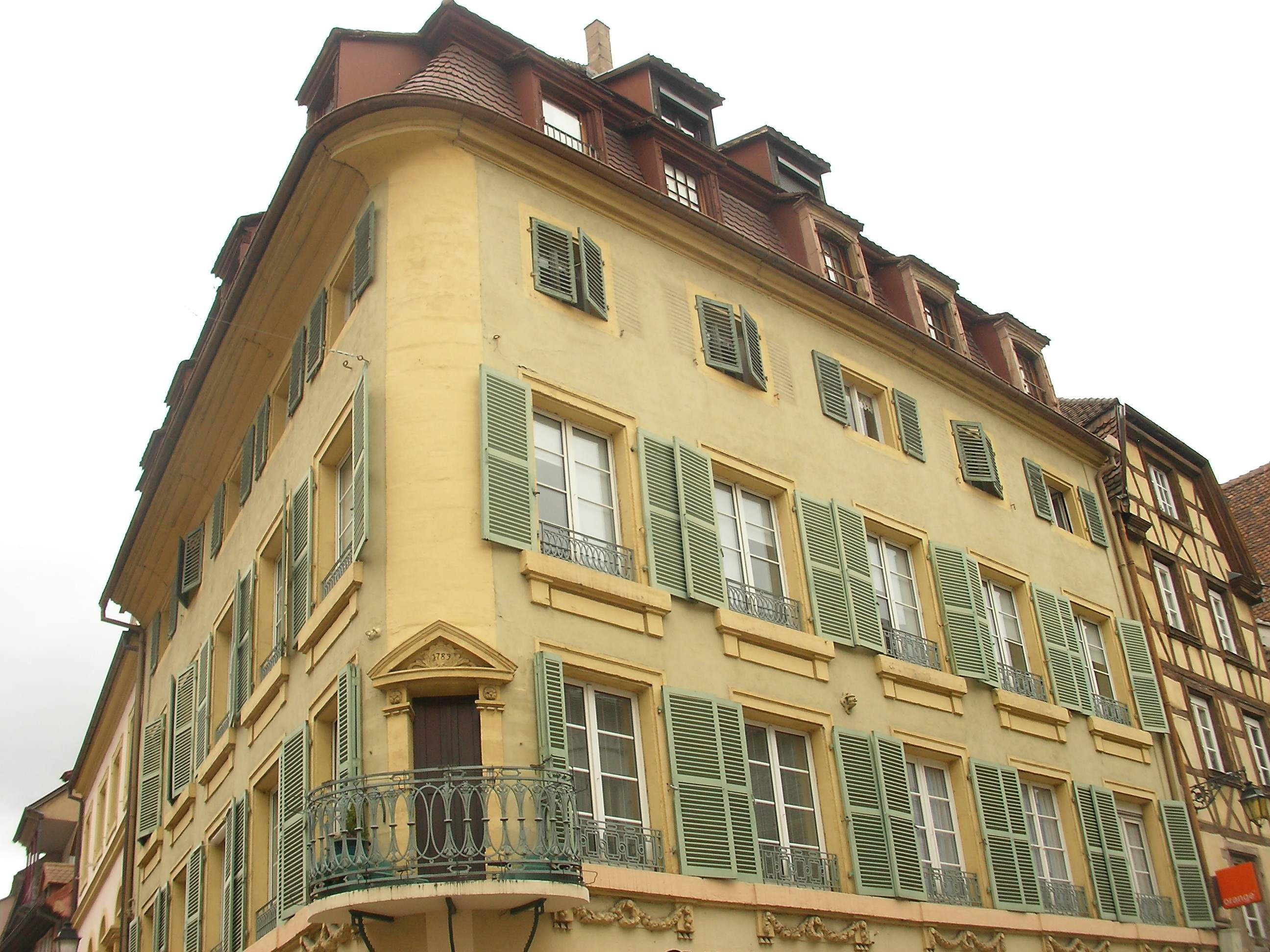
Maison Mussel Eck (1789) aux no 1 et 3
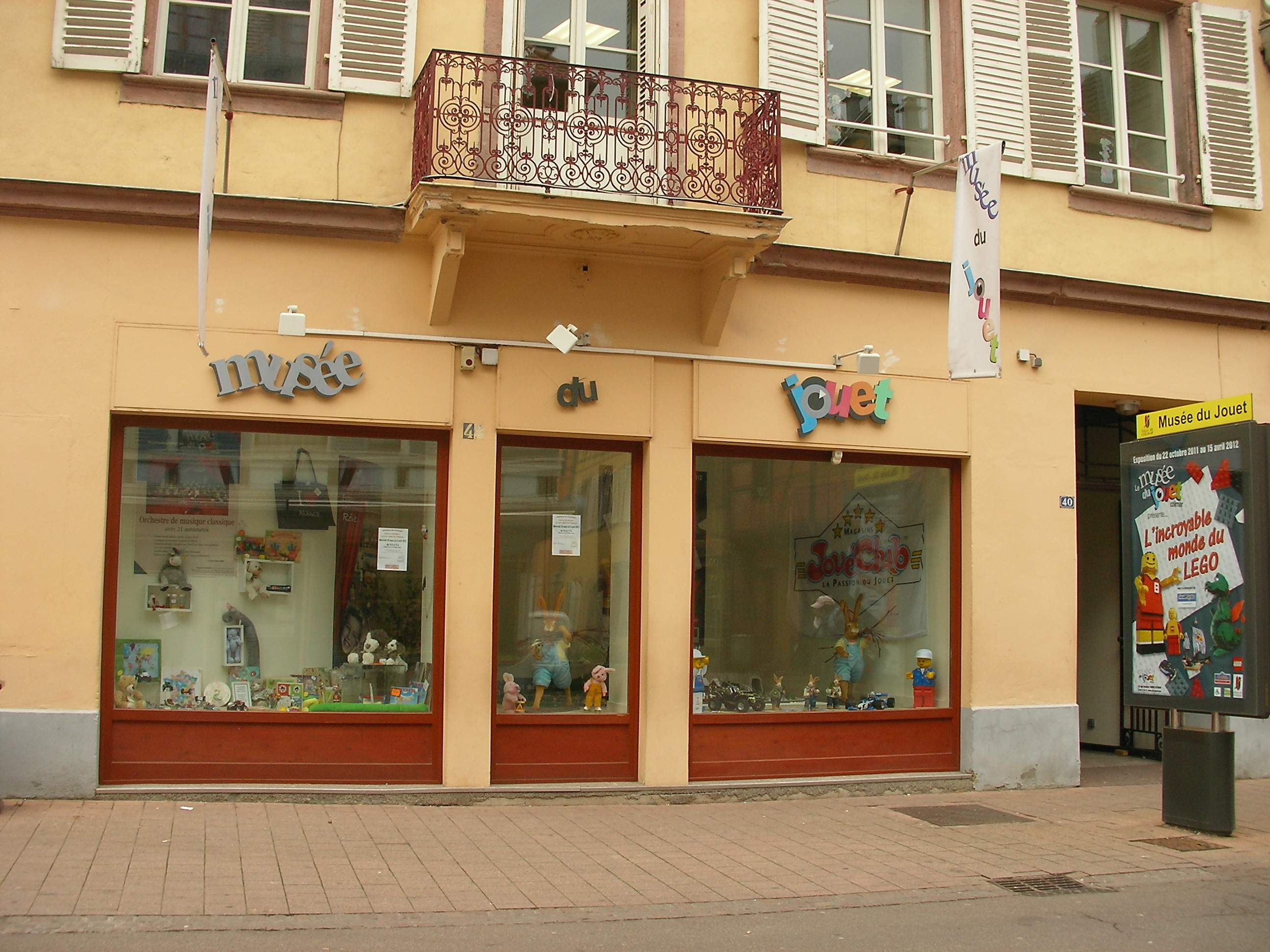
Musée du jouet au no 40
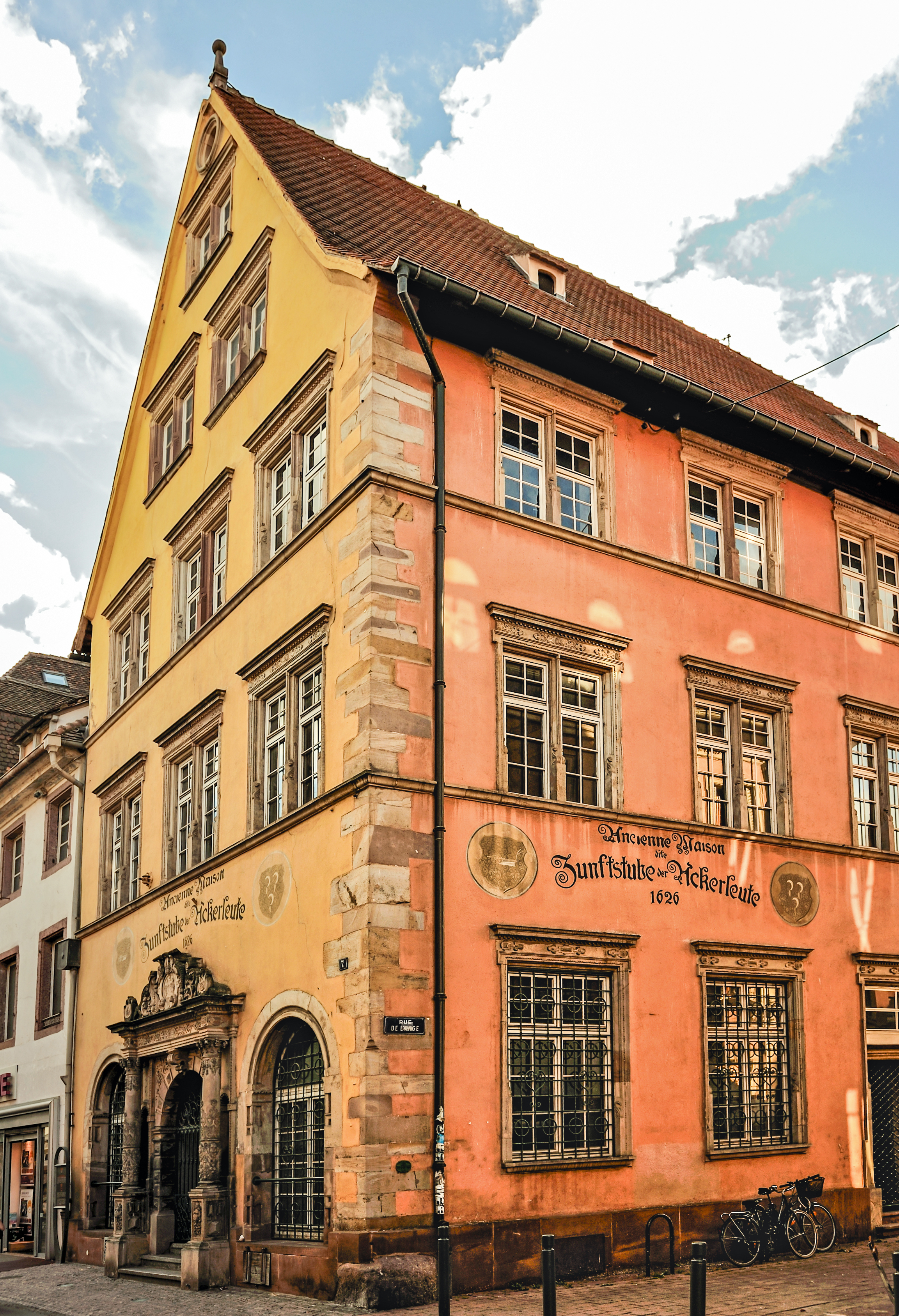
Poêle des Laboureurs (1625[6]) au no 7 Inscrit MH (1929)